# 盧克·萊特
盧克·萊特（英語：Luke Wright；1985年3月7日—）是一位英格蘭板球運動員。他是一位右手球員，現在效力於薩塞克斯郡板球俱樂部。他的職業生涯則開始於萊卡斯特郡板球俱樂部。